# Ordem da Visitação de Santa Maria
A Ordem da Visitação de Santa Maria (Latim: Ordo Visitationis Beatissimae Mariae Virginis, sigla V.S.M.) é uma ordem religiosa católica de clausura monástica e de carisma contemplativo fundada por São Francisco de Sales e por Santa Joana Francisca Frémyot de Chantal em 1610.
Actualmente, a Ordem da Visitação de Santa Maria possui, a nível mundial, cerca de 3000 religiosas em 168 mosteiros. Estas monjas são comumente chamadas de Monjas Visitandinas ou Salésias.
A Ordem da Visitação está presente em Portugal, desde 1784, mantendo três mosteiros: em Braga, em Vila das Aves e na Batalha.